# Denise Hinrichs
Denise Hinrichs (née le 7 juin 1987 à Rostock) est une athlète allemande spécialiste du lancer du poids. 

## Carrière
Vainqueur en 2005 des Championnats d'Europe juniors, elle remporte la médaille d'argent des Championnats du monde juniors 2006 derrière la Néerlandaise Melissa Boekelman. Son premier podium en catégorie senior est obtenu en début de saison 2009 à l'occasion des Championnats d'Europe en salle de Turin où elle se classe deuxième du concours du lancer du poids derrière sa compatriote Petra Lammert. Lors de cette même saison, dans laquelle elle améliore ses records personnels en salle et en plein air, Denise Hinrichs devient championne d'Europe espoir à Kaunas, en atteignant la marque de 19,18 m. 

## Palmarès
| Date | Compétition                    | Lieu      | Résultat | Marque  |
| ---- | ------------------------------ | --------- | -------- | ------- |
| 2005 | Championnats d'Europe juniors  | Kaunas    | 1re      | 17,55 m |
| 2006 | Championnats du monde juniors  | Pékin     | 2e       | 17,35 m |
| 2009 | Championnats d'Europe en salle | Turin     | 2e       | 19,63 m |
| 2009 | Championnats d'Europe espoirs  | Kaunas    | 1re      | 19,18 m |
| 2009 | Championnats du monde          | Berlin    | 11e      | 18,39 m |
| 2010 | Championnats d'Europe          | Barcelone | 6e       | 18,48 m |

- Championne d'Allemagne en salle en 2008 et 2009.

## Records
Sa meilleure performance en plein air est de 19,47 m, réalisée à Halle (Saale) en 2009.
En salle, elle a réalisé 19,63 m à Turin en 2009.
| Épreuve                 | Performance | Lieu          | Date        |
| ----------------------- | ----------- | ------------- | ----------- |
| Lancer du poids         | 19,47 m     | Halle (Saale) | 23 mai 2009 |
| Lancer du poids (salle) | 19,63 m     | Turin         | 6 mars 2009 |